# André Forfert
André Forfert, né le 16 septembre 1938 à Metz et mort, dans la même ville, le 15 janvier 2012, est un sculpteur français, il a principalement travaillé la pierre et le métal, avec de nombreuses œuvres ornementales (fontaines, grilles, mascarons d'architecture, art funéraire), mais aussi le verre ou l'aluminium, et publié des nouvelles. Actif dans la seconde moitié du XXe siècle, il travailla essentiellement en Lorraine.

## Biographie
André Forfert naît à Metz, le 16 septembre 1938. il s'initie au modelage grâce au curé de sa paroisse pour lequel il contribue à la réalisation d'une crèche. Après des études secondaires au lycée technique de Metz, il suit les cours de l’École des arts appliqués de Metz, en section « Décoration ».
En 1960, Forfert poursuit son apprentissage à l'École des beaux-arts de Paris, section « Sculpture ». Après son service militaire en Algérie, 1963, il enseigne au lycée Fabert, à Metz qu'il quitte au bout de 10 ans en refusant une titularisation, préférant la liberté que son statut d'auxiliaire lui permettait auparavant. Pour ses œuvres, il obtient le « Prix de sculpture » de l'Académie nationale de Metz, en 1967.
De 1974 à 1978, il s’installe dans la Meuse pour se consacrer à la sculpture et s'engage dans la lutte contre le taux excessif en fluor d'un cours d'eau, qu'il commémorera par une petite sculpture avec son autoportrait combattant le dragon du fluor, installée en 2022 sur la mairie de Grimaucourt en Woëvre. De 1978 à sa mort, en 2012, André Forfert travaillera dans son atelier, rue de la Marne, à Metz, recevant de nombreuses commandes, tant publiques que privées. Parmi celles-ci, son amitié avec le professeur Luc Picard, fondateur du service de neuroradiologie du Centre Hospitalier Universitaire (CHU) de Nancy, conduira à la création de plusieurs éléments décoratifs pour ce service (bureau, décoration murale 'Matin d'avril', sculpture 'Arbre neuroradiologique'), pour lesquels Forfert, pourtant impécunieux, n'acceptera que le paiement des frais de fabrication, afin d'éteindre toute critique sur l'emploi des crédits publics. Forfert réalisa également une série de médailles pour le congrès international de neuroradiologie (ABC-WIN), fondé par le professeur Picard, qui se réunit annuellement à Val d'Isère depuis 1982.
André Forfert meurt à Metz le 15 janvier 2012. Sa tombe se trouve au cimetière Litaldus de Montigny-les-Metz.

## Œuvres
Parmi ses sculptures en pierre, métal, ou bois, et ses dessins préparatoires, on peut citer, visibles dans l'espace public :
- Sainte Thérèse, Metz, église Saint-Martin,1965
- Saint François d’Assise, vitrail de l’église "Saint-François-d’Assise" à Metz-Bellecroix, 1966
- Deux médaillons sur le travail textile, Metz (12 place Saint-Simplice),1969
- Monument aux morts, Sainte-Feyre-la-Montagne, 1969
- Mascarons de fenêtres, Metz (50, rue Serpenoise), 1973
- La force vaincue  Amanvillers, vers 1975
- Le peuple de l’eau, Metz (27, rue des Roches), 1977
- Grilles du Collège Taison, Metz,1979
- Grimaucourt-en-Woëvre, autoportrait /médaillon lutte contre le fluor (installation 2022)
- La Vierge de l’Europe à Fleury-devant-Douaumont[6], 1979
- Matin d’avril ou naissance du printemps, à Nancy[7], CHU, 1980
- Église Saint-Joseph : table et tête du Christ de l’autel, Montigny-lès-Metz, 1983
- La Main du sidérurgiste, cimetière de Terville, 1983
- La rose des abeilles, Metz, Place Jean-Paul II, 1984
- Buissons, fontaine à L'Hôpital, place du Gal Giraud, 1984
- avec Christine Koppe-Schleef, céramiste, La Fontaine, Montigny-lès-Metz, rue Jardins sous la fontaine, 1985
- Le Volcan, 1986. Installé en 2014 à Montigny-lès-Metz, Place de la Nation
- Grille sur le thème de l’eau, Moulins-lès-Metz, mairie école, 1987
- Monument aux morts d’Insming,1987
- Frère Arnould, église de Landroff, 1987
- Sculptures d'ornement du mur anti-bruit de la liaison routière, Maizières-lès-Metz, 1989
- Fontaine de la Pschott, Marieulles-Vezon, 1991
- Romans de Jules Verne, Moulins-les-Metz, Centre socio-culturel Jules-Verne, 1991
- Pierre tombale avec arbre, cimetière de Charleville-sous-bois, 1993
- Grille du cimetière, Moulins-les-Metz, 1994
- Grille du Home de Préville, Moulins-les-Metz, 1996
- Fontaine Vigne, Plappeville, 1996
- Verlaine le faune, Metz, Maison Verlaine, 1996
- Monument funéraire Pour tes 20 ans, cimetière de Vittoncourt, 1997
- Arbre neuroradiologique, Nancy, Hôpital central, accueil du service de neuroradiologie, 2000
- Monument aux morts, Goin, avant 2008.

### Autres œuvres, dates à préciser
- Clé de porche représentant une chouette, Metz, rue des Bénédictins
- Médaillon Cerf, Metz, 6 rue du Grand cerf
- Grille d’école en acier sur le thème de la géométrie, Folschviller
- Porte en acier découpé, Le Ban Saint Martin (route de Plappeville)
- Monument à un jeune musicien, Metz, cimetière de l’est
- La Pierre fleurie, installée à Montigny-lès-Metz (anc. Maternelle Giraud)
- Stèle à M. Waechter, résistant, cimetière de Rombas
- Gisant sortant d’un tas de feuilles, sculpture en fonte d'aluminium, cimetière de Billom
- Mur de cuivre laiton étain et plomb, installé à Metz, conseil régional.

## Expositions
- "Sculptures et Rêves" du 22 octobre au 4 décembre 2016 à Montigny-les-Metz[8]